# Dangchang
Dangchang, även Tanchang, är ett härad inom Longnan stad på prefekturnivå i provinsen Gansu i nordvästra Kina.
Dangchang är indelat i elva köpingar och 14 socknar (varav en etnisk minoritetssocken).
Köpingar (zhen):

- Awu (阿坞镇)
- Bali (八力镇)
- Chengguan (城关镇)
- Guanting (官亭镇)
- Hadapu (哈达铺镇)
- Lianghekou (两河口镇)
- Lichuan (理川镇)
- Linjiang (临江铺镇)
- Nanhe (南河镇)
- Nanyang (南阳镇)
- Shawan (沙湾镇)

Socknar (xiang):

- Chela (车拉乡)
- Ganjiangtou (甘江头乡)
- Hanyuan (韩院乡)
- Haoti (好梯乡)
- Hejiabao (何家堡乡)
- Jiahe (贾河乡)
- Jiangtai (将台乡)
- Mu'er (木耳乡)
- Pangjia (庞家乡)
- Shizi (狮子乡)
- Xinghua (兴化乡)
- Xinzhai (新寨乡)
- Zhuyuan (竹院乡)

Etniska minoritetssocknar (zu xiang):
- Xinchengzi (新城子藏族乡) (för tibetaner)